# Ross N. Berkes
Ross N. Berkes (* 4. September 1913 in Cleveland; † 29. November 2000 in Los Angeles) war ein US-amerikanischer Politikwissenschaftler, der an der University of Southern California (USC) forschte und lehrte. Sein Fachgebiet waren die Internationalen Beziehungen. 1963/64 amtierte er als Präsident der International Studies Association (ISA).
Berkes machte seinen Bachelor-Abschluss an der George Washington University. 1939 legte er das Master-Examen an der USC ab, wo er 1942 zum Ph.D. promoviert wurde. Im selben Jahr machte er ein weiteres Master-Examen an der Columbia University. Während des Zweiten Weltkrieges war er US-Marine-Offizier. Seit 1949 war er als Hochschullehrer an der USC tätig. Zudem war er von 1958 bis 1962 Berater des Außenministeriums der Vereinigten Staaten und leitete von 1977 bis 1980 das Institute of World Affairs in Santa Barbara.

## Schriften (Auswahl)
- Mit Mohinder S Bedi: The diplomacy of India. Indian foreign policy in the United Nations.  Stanford University Press, Stanford 1958.
- Mit Rufus Bernhard von Kleinsmid und Emory Stephen Bogardus: The world crisis and world reconstruction. University of Southern California, Los Angeles 1943.
- Economic policies of the de Valera administration in Ireland from 1932 to 1938. University of Southern California, Los Angeles 1938.